# فهرست بخش‌های استان آذربایجان غربی
فهرست بخش‌های استان آذربایجان غربی سرشماری مرکز آمار ایران در سال ۱۳۹۵

## فهرست بخش‌های مرکزی شهرستان‌ها
فهرست بخش مرکزی شهرستان‌های استان آذربایجان غربی
| ردیف | بخش       | شهرستان  | جمعیت سال ۱۳۹۵ |
| ---- | --------- | -------- | -------------- |
| ۱    | بخش مرکزی | ارومیه   | ۸۷۹٬۷۰۹        |
| ۲    | بخش مرکزی | پیرانشهر | ۱۱۵٬۲۰۰        |
| ۳    | بخش مرکزی | خوی      | ۲۸۸٬۲۶۹        |
| ۴    | بخش مرکزی | سردشت    | ۳۲٬۲۴۷         |
| ۵    | بخش مرکزی | سلماس    | ۱۶۸٬۶۳۰        |
| ۶    | بخش مرکزی | مهاباد   | ۲۲۲٬۰۶۹        |
| ۷    | بخش مرکزی | ماکو     | ۷۵٬۰۷۵         |
| ۸    | بخش مرکزی | میرآباد  | ۱۶٬۲۹۱         |

## فهرست بخش‌های تابعه
فهرست بخش تابعه شهرستان‌های استان آذربایجان غربی
| ردیف | بخش               | شهرستان  | جمعیت سال ۱۳۹۵ |
| ---- | ----------------- | -------- | -------------- |
| ۱    | بخش سیلوانه       | ارومیه   | ۶۰٬۳۶۸         |
| ۲    | بخش نازلو         | ارومیه   | ۳۹٬۷۰۱         |
| ۳    | بخش صومای برادوست | ارومیه   | ۳۵٬۱۸۳         |
| ۴    | بخش کوهسار        | سلماس    | ۲۷٬۹۱۶         |
| ۵    | بخش انزل          | ارومیه   | ۲۵٬۵۹۹         |
| ۶    | بخش ربط           | سردشت    | ۳۴٬۶۱۱         |
| ۷    | بخش قطور          | خوی      | ۲۴٬۵۹۱         |
| ۸    | بخش لاجان         | پیرانشهر | ۲۳٬۶۴۴         |
| ۹    | بخش صفائیه        | خوی      | ۱۹۵۴۳          |
| ۱۰   | بخش بازرگان       | ماکو     | ۱۹٬۶۷۶         |
| ۱۱   | بخش ایواوغلی      | خوی      | ۱۶٬۲۵۹         |
| ۱۲   | بخش خلیفان        | مهاباد   | ۱۴٬۷۸۰         |
| ۱۳   | بخش زاب           | میرآباد  | ۶٬۴۰۹          |